# 財満いずみ
財満 いずみ（ざいま いずみ、1996年12月4日 - ）は、日本の女子車いすバスケットボール選手。ポジションはフォワード。女子車いすバスケットボールチーム「SCRATCH」所属。車いすバスケットボール女子日本代表選手。

## 来歴
山口県防府市出身。先天性の脊椎側弯症があったが、姉の影響で小学4年生の時からミニバスケットボールをしていた。悪化した脊椎側弯症の手術を受けた際に下肢の運動機能を失い、小学6年生の時から車いすを使用するようになる。中学ではバスケットボール部のマネージャーをしていたが、2年生の時、井上雄彦の漫画・リアルを読み、車いすバスケットボールを知る。数か月後、山口県で開催された全国障害者スポーツ大会で実際に車いすバスケットボールの試合を観戦したことで自身も競技することを志し、地元の男子チーム・山口オーシャンズに入団した。
防府商工高校1年生時の2012年、不足選手の補充の形で車いすバスケットボール女子日本代表に選出され、海外遠征に参加。3年生時の2014年、IWBF車いすバスケットボール世界選手権で日本代表の公式戦に初出場。高校卒業後、つくば国際大学に進学し、健常者の車いすバスケットボールチーム「ROOTs」と、女子チームの「SCRATCH」に入団。
2019年のU25世界選手権で副キャプテンを務め、準々決勝でドイツを破って、同大会で日本にとり歴代最高成績のベスト4入りを達成した。2021年、東京パラリンピックに出場した。

## 日本代表歴
- 2014 世界選手権
- 2014 アジアパラ競技大会 準優勝
- 2015 U25世界選手権 6位
- 2015 アジアオセアニアチャンピオンシップス
- 2018 アジアパラ競技大会 準優勝
- 2019 U25世界選手権 4位
- 2019 アジアオセアニアチャンピオンシップス
- 2021 東京パラリンピック 6位